# Стивън Перейра
 Стивън Перейра  е футболист, централен защитник роден в Нидерландия, има корени от Кабо Верде. През лятото на 2018 г. е привлечен в ЦСКА (София). Автогол на Перейра носи победата на Левски в дербито на 24 февруари 2019 г.